# Liste von Serienmörderfilmen
Nachstehend eine Liste von Filmen, die von fiktiven oder realen Serienmördern handeln. (Serial-Killer-Film)
| Deutscher Titel                                            | Originaltitel                                        | Land                                                          | Jahr | Regisseur                                                                                 |
| ---------------------------------------------------------- | ---------------------------------------------------- | ------------------------------------------------------------- | ---- | ----------------------------------------------------------------------------------------- |
| 100 Tears                                                  | 100 Tears                                            | USA                                                           | 2007 | Marcus Koch                                                                               |
| Absurd                                                     | Rosso sangue                                         | Italien                                                       | 1981 | Joe D’Amato                                                                               |
| Adel verpflichtet                                          | Kind Hearts and Coronets                             | Großbritannien                                                | 1949 | Robert Hamer                                                                              |
| All the Boys Love Mandy Lane                               | All the Boys Love Mandy Lane                         | USA                                                           | 2006 | Jonathan Levine                                                                           |
| American Boogeyman – Faszination des Bösen                 | Ted Bundy: American Boogeyman                        | USA                                                           | 2021 | Daniel Farrands                                                                           |
| American Psycho                                            | American Psycho                                      | USA / Kanada                                                  | 2000 | Mary Harron                                                                               |
| American Psycho II: Der Horror geht weiter                 | American Psycho II: All American Girl                | USA                                                           | 2002 | Morgan J. Freeman                                                                         |
| A Nightmare on Elm Street                                  | A Nightmare on Elm Street                            | USA                                                           | 2010 | Samuel Bayer                                                                              |
| Anamorph – Die Kunst zu töten                              | Anamorph                                             | USA                                                           | 2008 | Henry S.Miller                                                                            |
| Angelockt                                                  | Lured                                                | USA                                                           | 1947 | Douglas Sirk                                                                              |
| Anthropophagous 2000                                       | Anthropophagous 2000                                 | Deutschland                                                   | 1999 | Andreas Schnaas                                                                           |
| Antikörper                                                 | Antikörper                                           | Deutschland                                                   | 2005 | Christian Alvart                                                                          |
| Arsen und Spitzenhäubchen                                  | Arsenic and old lace                                 | USA                                                           | 1944 | Frank Capra                                                                               |
| Das Auge                                                   | Mortelle randonnée                                   | Frankreich / Deutschland                                      | 1983 | Claude Miller                                                                             |
| Das Auge                                                   | Eye of the Beholder                                  | Kanada / Großbritannien / Australien                          | 1999 | Stephan Elliott                                                                           |
| Augen der Angst                                            | Peeping Tom                                          | Großbritannien                                                | 1960 | Michael Powell                                                                            |
| Badlands – Zerschossene Träume                             | Badlands                                             | USA                                                           | 1973 | Terrence Malick                                                                           |
| The Barber – Das Geheimnis von Revelstoke                  | The Barber                                           | Kanada / Großbritannien                                       | 2001 | Michael Bafaro                                                                            |
| Behind the Mask                                            | Behind the Mask: The Rise of Leslie Vernon           | USA                                                           | 2006 | Scott Glosserman                                                                          |
| Bizarre Morde                                              | No Way to Treat a Lady                               | USA                                                           | 1968 | Jack Smight                                                                               |
| Black Christmas                                            | Black Christmas                                      | USA / Kanada                                                  | 2006 | Glen Morgan                                                                               |
| Black Kiss                                                 | Shinkuronishiti; Burakku Kisu                        | Japan                                                         | 2004 | Makoto Tezuka                                                                             |
| Blackout                                                   | Blackout                                             | USA                                                           | 2007 | Rigoberto Castañeda                                                                       |
| Black & White – Gefährlicher Verdacht                      | Black & White                                        | USA                                                           | 1999 | Yuri Zeltser                                                                              |
| Blood Diner                                                | Blood Diner                                          | USA                                                           | 1987 | Jackie Kong                                                                               |
| Blood Feast                                                | Blood Feast                                          | USA                                                           | 1963 | Herschell Gordon Lewis                                                                    |
| Bloodnight                                                 | Intruder                                             | USA                                                           | 1989 | Scott Spiegel                                                                             |
| Blood Work                                                 | Blood Work                                           | USA                                                           | 2002 | Clint Eastwood                                                                            |
| Blutgericht in Texas                                       | The Texas Chain Saw Massacre                         | USA                                                           | 1974 | Tobe Hooper                                                                               |
| Blutiger Valentinstag                                      | My Bloody Valentine                                  | Kanada                                                        | 1981 | George Mihalka                                                                            |
| Blutmond                                                   | Manhunter                                            | USA                                                           | 1986 | Michael Mann                                                                              |
| Bone Daddy – Bis auf die Knochen                           | Bone Daddy                                           | USA / Kanada                                                  | 1998 | Mario Azzopardi                                                                           |
| Brennende Rache                                            | The Burning                                          | USA / Kanada                                                  | 1981 | Tony Maylam                                                                               |
| Butterfly Kiss                                             | Butterfly Kiss                                       | Großbritannien                                                | 1995 | Michael Winterbottom                                                                      |
| Das Cabinet des Dr. Caligari                               | Das Cabinet des Dr. Caligari                         | Deutschland                                                   | 1920 | Robert Wiene                                                                              |
| Candyman’s Fluch                                           | Candyman                                             | USA                                                           | 1992 | Bernard Rose                                                                              |
| Candyman 2 – Die Blutrache                                 | Candyman: Farewell to the Flesh                      | USA                                                           | 1995 | Bill Condon                                                                               |
| Candyman 3 – Der Tag der Toten                             | Candyman 3: Day of the Dead                          | USA                                                           | 1999 | Turi Meyer                                                                                |
| Cannibal Man                                               | La semana del asesino                                | Spanien                                                       | 1972 | Eloy de la Iglesia                                                                        |
| The Cell                                                   | The Cell                                             | USA / Deutschland                                             | 2000 | Tarsem Singh                                                                              |
| Chicago Massacre: Richard Speck                            | Chicago Massacre: Richard Speck                      | USA                                                           | 2007 | Michael Feifer                                                                            |
| Chucky – Die Mörderpuppe                                   | Child’s Play                                         | USA                                                           | 1988 | Tom Holland                                                                               |
| Chucky 2 – Die Mörderpuppe ist wieder da                   | Child's Play 2                                       | USA                                                           | 1990 | John Lafia                                                                                |
| Chucky 3                                                   | Child's Play 3                                       | USA                                                           | 1991 | Jack Bender                                                                               |
| Chucky und seine Braut                                     | Bride of Chucky                                      | USA                                                           | 1998 | Ronny Yu                                                                                  |
| Chuckys Baby                                               | Seed of Chucky                                       | USA                                                           | 2004 | Don Mancini                                                                               |
| Citizen X                                                  | Citizen X                                            | USA                                                           | 1995 | Chris Gerolmo                                                                             |
| City-Killer – Eine Stadt in Panik                          | City Killer                                          | USA                                                           | 1984 | Robert Michael Lewis                                                                      |
| Clay Pigeons – Lebende Ziele                               | Clay Pigeons                                         | USA                                                           | 1998 | David Dobkin                                                                              |
| The Clown at Midnight                                      | The Clown at Midnight                                | Kanada                                                        | 1998 | Jean Pelerin                                                                              |
| The Clovehitch Killer                                      | The Clovehitch Killer                                | USA                                                           | 2018 | Duncan Skiles                                                                             |
| Club Mad                                                   | Club Dread                                           | USA                                                           | 2004 | Jay Chandrasekhar                                                                         |
| Cold Prey – Eiskalter Tod                                  | Fritt vilt                                           | Norwegen                                                      | 2006 | Roar Uthaug                                                                               |
| Copykill                                                   | Copycat                                              | USA                                                           | 1995 | Jon Amiel                                                                                 |
| Counter Investigation – Kein Mord bleibt ungesühnt         | Contre-enquête                                       | Frankreich                                                    | 2007 | Franck Mancuso                                                                            |
| Cruising                                                   | Cruising                                             | USA                                                           | 1980 | William Friedkin                                                                          |
| Curdled – Der Wahnsinn                                     | Curdled                                              | USA                                                           | 1996 | Reb Braddock                                                                              |
| Dämon – Trau keiner Seele                                  | Fallen                                               | USA                                                           | 1998 | Gregory Hoblit                                                                            |
| Dämonisch                                                  | Frailty                                              | USA                                                           | 2001 | Bill Paxton                                                                               |
| Dahmer                                                     | Dahmer                                               | USA                                                           | 2002 | David Jacobson                                                                            |
| Dark Asylum                                                | Dark Asylum                                          | USA                                                           | 2001 | Gregory Gieras                                                                            |
| Darkroom – Tödliche Tropfen                                | Darkroom – Tödliche Tropfen                          | Deutschland                                                   | 2019 | Rosa von Praunheim                                                                        |
| Death Note-Filme                                           | デスノート (desu nōto)                               | Japan                                                         | 2006 | Shusuke Kaneko                                                                            |
| Death Proof – Todsicher                                    | Death Proof                                          | USA                                                           | 2007 | Quentin Tarantino                                                                         |
| … denn zum Küssen sind sie da                              | Kiss the Girls                                       | USA                                                           | 1997 | Gary Fleder                                                                               |
| Der Goldene Handschuh                                      | Der Goldene Handschuh                                | Deutschland / Frankreich                                      | 2019 | Fatih Akin                                                                                |
| Desperate Measures                                         | Desperate Measures                                   | USA                                                           | 1998 | Barbet Schroeder                                                                          |
| Dirty Harry                                                | Dirty Harry                                          | USA                                                           | 1971 | Don Siegel                                                                                |
| Disturbia                                                  | Disturbia                                            | USA                                                           | 2007 | D. J. Caruso                                                                              |
| Die Säge des Teufels                                       | I corpi presentano tracce di violenza carnale        | Italien                                                       | 1973 | Sergio Martino                                                                            |
| Doctor Sleep                                               | Doctor Sleep                                         | Großbritannien                                                | 2002 | Nick Willing                                                                              |
| D-Tox – Im Auge der Angst                                  | D–Tox – Eye See You                                  | USA / Deutschland                                             | 2002 | Jim Gillespie                                                                             |
| Düstere Legenden                                           | Urban Legend                                         | USA                                                           | 1998 | Jamie Blanks                                                                              |
| Düstere Legenden 2                                         | Urban Legends: Final Cut                             | USA / Kanada                                                  | 2000 | John Ottman                                                                               |
| Eat the Rich                                               | Eat the Rich                                         | Großbritannien                                                | 1987 | Peter Richardson                                                                          |
| Ed Gein – The Wisconsin Serial Killer                      | In the Light of the Moon                             | USA                                                           | 2000 | Chuck Parello                                                                             |
| Effigie – Das Gift und die Stadt                           | Effigie – Das Gift und die Stadt                     | Deutschland                                                   | 2019 | Udo Flohr                                                                                 |
| Ein Leben lang kurze Hosen tragen                          | Ein Leben lang kurze Hosen tragen                    | Deutschland                                                   | 2002 | Kai S. Pieck                                                                              |
| Ermordet am 16. Juli                                       | When the Bough Breaks                                | USA                                                           | 1993 | Michael Cohn                                                                              |
| Es geschah am hellichten Tag                               | Es geschah am hellichten Tag                         | Deutschland / Schweiz / Spanien                               | 1958 | Ladislao Vajda                                                                            |
| Extremely Wicked, Shockingly Evil and Vile                 | Extremely Wicked, Shockingly Evil and Vile           | USA                                                           | 2019 | Joe Berlinger                                                                             |
| Feed                                                       | Feed                                                 | Australien                                                    | 2005 | Brett Leonard                                                                             |
| Flashback – Mörderische Ferien                             | Flashback – Mörderische Ferien                       | Deutschland                                                   | 2000 | Michael Karen                                                                             |
| Franz Fuchs – Ein Patriot                                  | Franz Fuchs – Ein Patriot                            | Österreich                                                    | 2007 | Elisabeth Scharang                                                                        |
| Der Frauenmörder                                           | Criminal Law                                         | USA                                                           | 1988 | Martin Campbell                                                                           |
| Der Frauenmörder von Boston                                | The Boston Strangler                                 | USA                                                           | 1968 | Richard Fleischer                                                                         |
| Der Frauenmörder von Paris                                 | Landru                                               | Frankreich                                                    | 1962 | Claude Chabrol                                                                            |
| Freeway                                                    | Freeway                                              | USA                                                           | 1996 | Matthew Bright                                                                            |
| Freeway II – Highway to Hell                               | Freeway II: Confessions of a Trickbaby               | USA                                                           | 1999 | Matthew Bright                                                                            |
| Freeze – Alptraum Nachtwache                               | Nightwatch                                           | USA                                                           | 1997 | Ole Bornedal                                                                              |
| Freitag der 13.                                            | Friday the 13th                                      | USA                                                           | 1980 | Sean S. Cunningham                                                                        |
| Freitag der 13. Teil II – Jason kehrt zurück               | Friday the 13th Part 2                               | USA                                                           | 1981 | Steve Miner                                                                               |
| Und wieder ist Freitag der 13.                             | Friday the 13th Part 3: 3D                           | USA                                                           | 1982 | Steve Miner                                                                               |
| Freitag der 13. Teil IV – Das letzte Kapitel               | Friday the 13th: The Final Chapter                   | USA                                                           | 1984 | Joseph Zito                                                                               |
| Freitag der 13. Teil V – Ein neuer Anfang                  | Friday the 13th: A New Beginning                     | USA                                                           | 1985 | Danny Steinmann                                                                           |
| Freitag der 13. Teil VI – Jason lebt                       | Friday the 13th Part VI: Jason Lives                 | USA                                                           | 1986 | Tom McLoughlin                                                                            |
| Freitag der 13. Teil VII – Jason im Blutrausch             | Friday the 13th Part VII: The New Blood              | USA                                                           | 1988 | John Carl Buechler                                                                        |
| Freitag der 13. Teil VIII – Todesfalle Manhattan           | Friday the 13th Part VIII: Jason Takes Manhattan     | USA                                                           | 1989 | Rob Hedden                                                                                |
| Freitag der 13.                                            | Friday the 13th                                      | USA                                                           | 2009 | Marcus Nispel                                                                             |
| Frenzy                                                     | Frenzy                                               | Großbritannien                                                | 1972 | Alfred Hitchcock                                                                          |
| Frequency                                                  | Frequency                                            | USA                                                           | 2000 | Gregory Hoblit                                                                            |
| From Hell                                                  | From Hell                                            | USA / Großbritannien / Tschechische Republik                  | 2001 | Albert Hughes, Allen Hughes                                                               |
| Frozen Ground                                              | The Frozen Ground                                    | USA                                                           | 2013 | Scott Walker                                                                              |
| Gacy                                                       | Gacy                                                 | USA                                                           | 2003 | Clive Saunders                                                                            |
| Das geheime Fenster                                        | Secret Window                                        | USA                                                           | 2004 | David Koepp                                                                               |
| Das Geheimnis des Wachsfigurenkabinetts                    | Mystery of the Wax Museum                            | USA                                                           | 1933 | Michael Curtiz                                                                            |
| Geißel des Fleisches                                       | Geißel des Fleisches                                 | Österreich                                                    | 1965 | Eddy Saller                                                                               |
| Glimmer Man                                                | The Glimmer Man                                      | USA                                                           | 1996 | John Gray                                                                                 |
| Grindhouse                                                 | Grindhouse                                           | USA                                                           | 2007 | Robert Rodriguez, Quentin Tarantino, Rob Zombie, Eli Roth, Edgar Wright und Jason Eisener |
| Halloween                                                  | Halloween                                            | USA                                                           | 2007 | Rob Zombie                                                                                |
| Halloween – Die Nacht des Grauens                          | John Carpenter’s Halloween                           | USA                                                           | 1978 | John Carpenter                                                                            |
| Halloween II                                               | Halloween II                                         | USA                                                           | 2009 | Rob Zombie                                                                                |
| Halloween II – Das Grauen kehrt zurück                     | Halloween II                                         | USA                                                           | 1981 | Rick Rosenthal                                                                            |
| Halloween III – Die Nacht der Entscheidung                 | Halloween III – Season of the Witch                  | USA                                                           | 1982 | Tommy Lee Wallace                                                                         |
| Halloween IV – Michael Myers kehrt zurück                  | Halloween 4: The Return of Michael Myers             | USA                                                           | 1988 | Dwight H. Little                                                                          |
| Halloween V – Die Rache des Michael Myers                  | Halloween 5: The Revenge of Michael Myers            | USA                                                           | 1989 | Dominique Othenin-Girard                                                                  |
| Halloween VI – Der Fluch des Michael Myers                 | Halloween: The Curse of Michael Myers                | USA                                                           | 1995 | Joe Chappelle                                                                             |
| Halloween H20                                              | Halloween H20: Twenty Years Later                    | USA                                                           | 1998 | Steve Miner                                                                               |
| Halloween: Resurrection                                    | Halloween: Resurrection                              | USA                                                           | 2002 | Rick Rosenthal                                                                            |
| Der Hammermörder                                           | Der Hammermörder                                     | Deutschland                                                   | 1990 | Bernd Schadewald                                                                          |
| Das Handbuch des jungen Giftmischers                       | The Young Poisoner's Handbook                        | Großbritannien / Deutschland / Frankreich                     | 1995 | Benjamin Ross                                                                             |
| Hannibal                                                   | Hannibal                                             | USA / Großbritannien / Italien                                | 2001 | Ridley Scott                                                                              |
| Hannibal Rising – Wie alles begann                         | Hannibal Rising                                      | Frankreich / Großbritannien / Italien / Tschechische Republik | 2007 | Peter Webber                                                                              |
| Haus der 1000 Leichen                                      | House of 1000 Corpses                                | USA                                                           | 2003 | Rob Zombie                                                                                |
| Hellraiser – Das Tor zur Hölle                             | Hellraiser                                           | Großbritannien                                                | 1987 | Clive Barker                                                                              |
| Helter Skelter                                             | Helter Skelter                                       | USA                                                           | 2004 | John Gray                                                                                 |
| Henry: Portrait of a Serial Killer                         | Henry: Portrait of a Serial Killer                   | USA                                                           | 1986 | John McNaughton                                                                           |
| Henry: Portrait of a Serial Killer 2                       | Henry: Portrait of a Serial Killer, Part II          | USA                                                           | 1996 | Chuck Parello                                                                             |
| Dein Herz in meinem Hirn                                   | Dein Herz in meinem Hirn                             | Deutschland                                                   | 2005 | Rosa von Praunheim                                                                        |
| High Tension                                               | Haute Tension                                        | Frankreich                                                    | 2003 | Alexandre Aja                                                                             |
| Horsemen                                                   | Horsemen                                             | USA                                                           | 2009 | Jonas Åkerlund                                                                            |
| The Hitcher                                                | The Hitcher                                          | USA                                                           | 2007 | Dave Meyers                                                                               |
| Hitcher, der Highway Killer                                | The Hitcher                                          | USA                                                           | 1986 | Robert Harmon                                                                             |
| Hitcher Returns                                            | The Hitcher II: I've Been Waiting                    | USA                                                           | 2003 | Louis Morneau                                                                             |
| Hollow Man – Unsichtbare Gefahr                            | Hollow Man                                           | USA                                                           | 2000 | Paul Verhoeven                                                                            |
| Hollow Man 2                                               | Hollow Man II                                        | USA                                                           | 2006 | Claudio Fäh                                                                               |
| Holy Spider                                                | Holy Spider                                          | Dänemark / Deutschland / Frankreich / Schweden                | 2022 | Ali Abbasi                                                                                |
| Hot Fuzz – Zwei abgewichste Profis                         | Hot Fuzz                                             | Großbritannien                                                | 2007 | Edgar Wright                                                                              |
| House of Wax                                               | House of Wax                                         | USA                                                           | 2005 | Jaume Collet-Serra                                                                        |
| The Human Centipede (First Sequence)                       | The Human Centipede (First Sequence)                 | Niederlande                                                   | 2009 | Tom Six                                                                                   |
| The Human Centipede 2 (Full Sequence)                      | The Human Centipede 2 (Full Sequence)                | Großbritannien / Niederlande                                  | 2011 | Tom Six                                                                                   |
| H6 – Tagebuch eines Serienkillers                          | H6: Diario de un asesino                             | Spanien                                                       | 2005 | Martín Garrido Barón                                                                      |
| Ich weiß, was du letzten Sommer getan hast                 | I Know What You Did Last Summer                      | USA                                                           | 1997 | Jim Gillespie                                                                             |
| Ich weiß noch immer, was du letzten Sommer getan hast      | I Still Know What You Did Last Summer                | USA                                                           | 1998 | Danny Cannon                                                                              |
| Ich werde immer wissen, was du letzten Sommer getan hast   | I'll always know, what you did last summer           | USA                                                           | 2006 | Sylvain White                                                                             |
| Ich weiß, wer mich getötet hat                             | I Know Who Killed Me                                 | USA                                                           | 2007 | Chris Sivertson                                                                           |
| Identität                                                  | Identity                                             | USA                                                           | 2003 | James Mangold                                                                             |
| Im Schatten des Zweifels                                   | Shadow of a Doubt                                    | USA                                                           | 1943 | Alfred Hitchcock                                                                          |
| Im Zeichen der Jungfrau                                    | The January Man                                      | USA                                                           | 1988 | Pat O’Connor                                                                              |
| In 3 Tagen bist du tot                                     | In 3 Tagen bist du tot                               | Österreich                                                    | 2006 | Andreas Prochaska                                                                         |
| In meinem Himmel                                           | The Lovely Bones                                     | USA                                                           | 2009 | Peter Jackson                                                                             |
| I Saw the Devil                                            | 악마를 보았다                                        | Südkorea                                                      | 2010 | Kim Jee-woon                                                                              |
| Jack the Ripper – Der Dirnenmörder von London              | Jack the Ripper                                      | Deutschland / Schweiz                                         | 1976 | Jess Franco                                                                               |
| Jack the Ripper – Das Ungeheuer von London                 | Jack the Ripper                                      | Großbritannien                                                | 1988 | David Wickes                                                                              |
| Jagd auf den BTK-Killer                                    | The Hunt for the BTK Killer                          | USA                                                           | 2005 | Stephen T. Kay                                                                            |
| Jason Goes to Hell – Die Endabrechnung                     | Jason Goes to Hell: The Final Friday                 | USA                                                           | 1993 | Adam Marcus                                                                               |
| Jason X                                                    | Jason X                                              | USA                                                           | 2001 | Jim Isaac                                                                                 |
| Jennifer 8                                                 | Jennifer Eight                                       | USA                                                           | 1992 | Bruce Robinson                                                                            |
| Jenseits der Träume                                        | In Dreams                                            | USA                                                           | 1999 | Neil Jordan                                                                               |
| Joyride – Spritztour                                       | Joy Ride                                             | USA                                                           | 2001 | John Dahl                                                                                 |
| Joy Ride 2 – Dead Ahead                                    | Joy Ride: Dead Ahead                                 | USA / Kanada                                                  | 2008 | Louis Morneau                                                                             |
| Das Kabinett des Professor Bondi                           | House of Wax                                         | USA                                                           | 1953 | André De Toth                                                                             |
| Kalifornia                                                 | Kalifornia                                           | USA                                                           | 1993 | Dominic Sena                                                                              |
| Killer                                                     | Kiler                                                | Polen                                                         | 1997 | Juliusz Machulski                                                                         |
| Killer – Tagebuch eines Serienmörders                      | Killer: A Journal of Murder                          | USA                                                           | 1996 | Tim Metcalfe                                                                              |
| Knight Moves – Ein mörderisches Spiel                      | Knight Moves                                         | USA                                                           | 1992 | Carl Schenkel                                                                             |
| Der Knochenjäger                                           | The Bone Collector                                   | USA                                                           | 1999 | Phillip Noyce                                                                             |
| Kurzer Prozess – Righteous Kill                            | Righteous Kill                                       | USA                                                           | 2008 | Jon Avnet                                                                                 |
| Leatherface: Texas Chainsaw Massacre III                   | Leatherface: Texas Chainsaw Massacre III             | USA                                                           | 1990 | Jeff Burr                                                                                 |
| Lonely Hearts Killers                                      | Lonely Hearts                                        | USA                                                           | 2006 | Todd Robinson                                                                             |
| M – Eine Stadt sucht einen Mörder                          | M – Eine Stadt sucht einen Mörder                    | Deutschland                                                   | 1931 | Fritz Lang                                                                                |
| Martin                                                     | Martin                                               | USA                                                           | 1977 | George A. Romero                                                                          |
| Mann beißt Hund                                            | C'est arrivé près de chez vous                       | Belgien                                                       | 1992 | Rémy Belvaux                                                                              |
| Memories of Murder                                         | Salinui chueok                                       | Südkorea                                                      | 2003 | Bong Joon-ho                                                                              |
| Michael Bay’s Texas Chainsaw Massacre                      | The Texas Chainsaw Massacre                          | USA                                                           | 2003 | Marcus Nispel                                                                             |
| Mord im Fahrpreis inbegriffen                              | Compartiment tueurs                                  | Frankreich                                                    | 1965 | Costa-Gavras                                                                              |
| Mörderischer Vorsprung                                     | Shoot to Kill                                        | USA                                                           | 1988 | Roger Spottiswoode                                                                        |
| Der Mieter                                                 | The Lodger                                           | Großbritannien                                                | 1927 | Alfred Hitchcock                                                                          |
| The Minus Man                                              | The Minus Man                                        | USA                                                           | 1999 | Hampton Fancher                                                                           |
| Misery                                                     | Misery                                               | USA                                                           | 1990 | Rob Reiner                                                                                |
| Miss Meadows – Rache ist süß                               | Miss Meadows                                         | USA                                                           | 2014 | Karen Leigh Hopkins                                                                       |
| Monsieur Verdoux – Der Frauenmörder von Paris              | Monsieur Verdoux                                     | USA                                                           | 1947 | Charles Chaplin                                                                           |
| Monster                                                    | Monster                                              | USA / Deutschland                                             | 2003 | Patty Jenkins                                                                             |
| Mord an der Themse                                         | Murder by Decree                                     | Großbritannien / Kanada                                       | 1979 | Bob Clark                                                                                 |
| Motel                                                      | Vacancy                                              | USA                                                           | 2007 | Nimród Antal                                                                              |
| Mr. Brooks – Der Mörder in Dir                             | Mr. Brooks                                           | USA                                                           | 2007 | Bruce A. Evans                                                                            |
| My Bloody Valentine 3D                                     | My Bloody Valentine 3D                               | USA                                                           | 2009 | Patrick Lussier                                                                           |
| My Friend Dahmer                                           | My Friend Dahmer                                     | USA                                                           | 2017 | Marc Meyers                                                                               |
| Die Nacht des Jägers                                       | The Night of the Hunter                              | USA                                                           | 1955 | Charles Laughton                                                                          |
| Nachts, wenn der Teufel kam                                | Nachts, wenn der Teufel kam                          | Deutschland                                                   | 1957 | Robert Siodmak                                                                            |
| Natural Born Killers                                       | Natural Born Killers                                 | USA                                                           | 1994 | Oliver Stone                                                                              |
| Neun im Fadenkreuz                                         | Sans mobile apparent                                 | Frankreich                                                    | 1971 | Philippe Labro                                                                            |
| Nightmare – Mörderische Träume                             | A Nightmare on Elm Street                            | USA                                                           | 1984 | Wes Craven                                                                                |
| Nightmare II – Die Rache                                   | A Nightmare on Elm Street, Part 2: Freddy’s Revenge  | USA                                                           | 1986 | Jack Sholder                                                                              |
| Nightmare III – Freddy Krueger lebt                        | A Nightmare on Elm Street 3: Dream Warriors          | USA                                                           | 1987 | Chuck Russell                                                                             |
| Nightmare on Elm Street 4                                  | A Nightmare on Elm Street 4: The Dream Master        | USA                                                           | 1988 | Renny Harlin                                                                              |
| Nightmare on Elm Street 5 – Das Trauma                     | A Nightmare on Elm Street 5: The Dream Child         | USA                                                           | 1989 | Stephen Hopkins                                                                           |
| Freddy’s Finale – Nightmare on Elm Street 6                | Freddy’s Dead: The Final Nightmare                   | USA                                                           | 1991 | Rachel Talalay                                                                            |
| Freddy’s New Nightmare                                     | Wes Craven’s New Nightmare                           | USA                                                           | 1994 | Wes Craven                                                                                |
| Freddy vs. Jason                                           | Freddy vs. Jason                                     | USA / Italien                                                 | 2003 | Ronny Yu                                                                                  |
| Nightstalker – Die Bestie von L.A.                         | Nightstalker                                         | USA                                                           | 2002 | Chris Fisher                                                                              |
| Nightwatch – Nachtwache                                    | Nattevagten                                          | Dänemark                                                      | 1994 | Ole Bornedal                                                                              |
| No Way Up – Es gibt kein Entkommen                         | Throttle                                             | USA                                                           | 2005 | James Seale                                                                               |
| Das Parfum – Die Geschichte eines Mörders                  | Perfume – The Story of a Murderer                    | USA / Deutschland / Frankreich / Spanien                      | 2006 | Tom Tykwer                                                                                |
| President Evil                                             | The Tripper                                          | USA                                                           | 2006 | David Arquette                                                                            |
| Psycho                                                     | Psycho                                               | USA                                                           | 1960 | Alfred Hitchcock                                                                          |
| Psycho                                                     | Psycho                                               | USA                                                           | 1998 | Gus Van Sant                                                                              |
| Psycho II                                                  | Psycho II                                            | USA                                                           | 1983 | Richard Franklin                                                                          |
| Psycho III                                                 | Psycho III                                           | USA                                                           | 1986 | Anthony Perkins                                                                           |
| Psycho IV – The Beginning                                  | Psycho IV – The Beginning                            | USA                                                           | 1990 | Mick Garris                                                                               |
| Die purpurnen Flüsse                                       | Les Rivières pourpres                                | Frankreich                                                    | 2000 | Mathieu Kassovitz                                                                         |
| Die purpurnen Flüsse 2 – Die Engel der Apokalypse          | Les Rivières pourpres II – Les anges de l'apocalypse | Frankreich / Italien / Großbritannien                         | 2004 | Olivier Dahan                                                                             |
| Ripper – Briefe aus der Hölle                              | Ripper                                               | Kanada / Großbritannien                                       | 2001 | John Eyres                                                                                |
| The Riverman                                               | The Riverman                                         | USA                                                           | 2004 | Bill Eagles                                                                               |
| Der Rosa Riese                                             | Der Rosa Riese                                       | Deutschland                                                   | 2008 | Rosa von Praunheim                                                                        |
| Roter Drache                                               | Red Dragon                                           | USA                                                           | 2002 | Brett Ratner                                                                              |
| Saint                                                      | Sint                                                 | Niederlande                                                   | 2010 | Dick Maas                                                                                 |
| Der Sandmann                                               | Der Sandmann                                         | Deutschland                                                   | 1995 | Nico Hofmann                                                                              |
| Saw                                                        | Saw                                                  | USA                                                           | 2004 | James Wan                                                                                 |
| Saw II                                                     | Saw II                                               | USA                                                           | 2005 | Darren Lynn Bousman                                                                       |
| Saw III                                                    | Saw III                                              | USA                                                           | 2006 | Darren Lynn Bousman                                                                       |
| Saw IV                                                     | Saw IV                                               | USA                                                           | 2007 | Darren Lynn Bousman                                                                       |
| Saw V                                                      | Saw V                                                | USA                                                           | 2008 | David Hackl                                                                               |
| Saw VI                                                     | Saw VI                                               | USA                                                           | 2009 | Kevin Greutert                                                                            |
| Saw 3D – Vollendung                                        | Saw 3D                                               | USA                                                           | 2010 | Kevin Greutert                                                                            |
| Schneemann                                                 | The Snowman                                          | Großbritannien                                                | 2017 | Tomas Alfredson                                                                           |
| Schramm                                                    | Schramm                                              | Deutschland                                                   | 1993 | Jörg Buttgereit                                                                           |
| Schrei wenn Du kannst                                      | Valentine – Love Hurts                               | USA / Australien                                              | 2001 | Jamie Blanks                                                                              |
| Das Schweigen der Lämmer                                   | The Silence of the Lambs                             | USA                                                           | 1991 | Jonathan Demme                                                                            |
| Scream – Schrei!                                           | Scream                                               | USA                                                           | 1996 | Wes Craven                                                                                |
| Scream 2                                                   | Scream 2                                             | USA                                                           | 1997 | Wes Craven                                                                                |
| Scream 3                                                   | Scream 3                                             | USA                                                           | 2000 | Wes Craven                                                                                |
| Scream 4                                                   | Scream 4                                             | USA                                                           | 2011 | Wes Craven                                                                                |
| Sea of Love – Melodie des Todes                            | Sea of Love                                          | USA                                                           | 1989 | Harold Becker                                                                             |
| Seed                                                       | Seed                                                 | Kanada                                                        | 2007 | Uwe Boll                                                                                  |
| See des Grauens                                            | Sam’s Lake                                           | USA / Kanada / Südkorea                                       | 2005 | Andrew C. Erin                                                                            |
| Serial Killer                                              | Postmortem                                           | USA                                                           | 1998 | Albert Pyun                                                                               |
| Serial Mom – Warum läßt Mama das Morden nicht?             | Serial Mom                                           | USA                                                           | 1994 | John Waters                                                                               |
| Sherlock Holmes’ größter Fall                              | A Study in Terror                                    | Großbritannien                                                | 1965 | James Hill                                                                                |
| Sieben                                                     | Se7en                                                | USA                                                           | 1995 | David Fincher                                                                             |
| Sin City                                                   | Sin City                                             | USA                                                           | 2005 | Robert Rodriguez, Frank Miller und Quentin Tarantino                                      |
| Skin Collector                                             | Shiver                                               | USA                                                           | 2012 | Julian Richards                                                                           |
| Sky High                                                   | Sky High                                             | Japan                                                         | 2003 | Ryūhei Kitamura                                                                           |
| Sniper – Der Heckenschütze von Washington                  | D.C. Sniper: 23 Days of Fear                         | USA                                                           | 2003 | Tom McLoughlin                                                                            |
| Still                                                      | Hush                                                 | USA                                                           | 2016 | Mike Flanagan                                                                             |
| Summer of Sam                                              | Summer of Sam                                        | USA                                                           | 1999 | Spike Lee                                                                                 |
| Der Sunset-Killer 4                                        | Relentless IV: Ashes to Ashes                        | USA                                                           | 1994 | Oley Sassone                                                                              |
| Suspect Zero – Im Auge des Mörders                         | Suspect Zero                                         | USA / Großbritannien                                          | 2004 | E. Elias Merhige                                                                          |
| Sweeney Todd – Der teuflische Barbier aus der Fleet Street | Sweeney Todd: The Demon Barber of Fleet Street       | USA                                                           | 2007 | Tim Burton                                                                                |
| Swimming Pool – Der Tod feiert mit                         | Swimming Pool – Der Tod feiert mit                   | Deutschland                                                   | 2001 | Boris von Sychowski                                                                       |
| Switchback – Gnadenlose Flucht                             | Switchback                                           | USA                                                           | 1997 | Jeb Stuart                                                                                |
| Taking Lives – Für Dein Leben würde er töten               | Taking Lives                                         | USA / Kanada                                                  | 2004 | D. J. Caruso                                                                              |
| Tattoo                                                     | Tattoo                                               | Deutschland                                                   | 2002 | Robert Schwentke                                                                          |
| Ted Bundy                                                  | Ted Bundy                                            | USA                                                           | 2002 | Matthew Bright                                                                            |
| Tenebre                                                    | Tenebrae                                             | Italien                                                       | 1982 | Dario Argento                                                                             |
| Terror Firmer                                              | Terror Firmer                                        | USA                                                           | 1999 | Lloyd Kaufman                                                                             |
| Tesis – Der Snuff-Film                                     | Tesis                                                | Spanien                                                       | 1996 | Alejandro Amenábar                                                                        |
| Der teuflische Mr. Frost                                   | Mister Frost                                         | Frankreich / Großbritannien                                   | 1990 | Philippe Setbon                                                                           |
| Texas Chainsaw Massacre 2                                  | The Texas Chainsaw Massacre Part 2                   | USA                                                           | 1986 | Tobe Hooper                                                                               |
| Texas Chainsaw Massacre – Die Rückkehr                     | The Return of the Texas Chainsaw Massacre            | USA                                                           | 1994 | Kim Henkel                                                                                |
| Texas Chainsaw Massacre: The Beginning                     | The Texas Chainsaw Massacre: The Beginning           | USA                                                           | 2006 | Jonathan Liebesman                                                                        |
| Theater des Grauens                                        | Theatre of Blood                                     | Großbritannien                                                | 1973 | Douglas Hickox                                                                            |
| Der Totmacher                                              | Der Totmacher                                        | Deutschland                                                   | 1995 | Romuald Karmakar                                                                          |
| Tödliche Nähe                                              | Striking Distance                                    | USA                                                           | 1993 | Rowdy Herrington                                                                          |
| Turbulence                                                 | Turbulence                                           | USA                                                           | 1997 | Robert Butler                                                                             |
| Twisted – Der erste Verdacht                               | Twisted                                              | USA / Deutschland                                             | 2004 | Philip Kaufman                                                                            |
| Das Ungeheuer von London-City                              | Das Ungeheuer von London-City                        | Deutschland                                                   | 1964 | Edwin Zbonek                                                                              |
| Untraceable                                                | Untraceable                                          | USA                                                           | 2008 | Gregory Hoblit                                                                            |
| Urban Explorer                                             | Urban Explorer                                       | Deutschland                                                   | 2011 | Andy Fetscher                                                                             |
| Verblendung                                                | Män som hatar kvinnor                                | Schweden / Dänemark / Deutschland / Norwegen                  | 2009 | Niels Arden Oplev                                                                         |
| Verblendung                                                | The Girl with the Dragon Tattoo                      | USA / Schweden / Großbritannien / Deutschland                 | 2011 | David Fincher                                                                             |
| Verfluchtes Amsterdam                                      | Amsterdamned                                         | Niederlande                                                   | 1988 | Dick Maas                                                                                 |
| The Watcher                                                | The Watcher                                          | USA                                                           | 2000 | Joe Charbanic                                                                             |
| Das weiße Schweigen                                        | Das weiße Schweigen                                  | Deutschland                                                   | 2022 | Esther Gronenborn                                                                         |
| Wolf Creek                                                 | Wolf Creek                                           | Australien                                                    | 2005 | Greg McLean                                                                               |
| Der Wolf hetzt die Meute                                   | Tightrope                                            | USA                                                           | 1984 | Richard Tuggle                                                                            |
| Wolfsfährte                                                | Wolfsfährte                                          | Deutschland                                                   | 2010 | Urs Egger                                                                                 |
| Yorkshire Killer                                           | Red Riding                                           | Großbritannien                                                | 2009 | Julian Jarrold / James Marsh / Anand Tucker                                               |
| You’re Next                                                | You’re Next                                          | USA                                                           | 2011 | Adam Wingard                                                                              |
| Die Zärtlichkeit der Wölfe                                 | Die Zärtlichkeit der Wölfe                           | Deutschland                                                   | 1973 | Ulli Lommel                                                                               |
| Der Zodiac-Killer                                          | The Zodiac                                           | USA                                                           | 2005 | Alexander Bulkley                                                                         |
| Zodiac – Die Spur des Killers                              | Zodiac                                               | USA                                                           | 2007 | David Fincher                                                                             |
| The Iceman                                                 | The Iceman                                           | USA                                                           | 2012 | Ariel Vromen                                                                              |